# Liste des femmes députés camerounaises
L'Assemblée nationale est la chambre basse du Parlement du Cameroun. 
La première Assemblée nationale du Cameroun (ANC) date des élections législatives du 10 avril 1960 au sein de la république du Cameroun (ancien Cameroun français). Elle est remplacée par l'Assemblée nationale fédérale (ANF) avec les deux assemblées des États fédérés: l'Assemblée Législative du Cameroun Oriental (ALCAMOR) et l’Assemblée Législative du Cameroun Occidental (ALCAMOC) lors de la Réunification du Cameroun le 1er octobre 1961. 
La seconde Assemblée nationale voit le jour au terme des élections législatives du 18 mai 1973, à la suite de l'avènement de la République unie du Cameroun, conformément à l'article 12 de la Constitution du 2 Juin 1972. Cette Assemblée nationale est actuellement à sa 10e législature avec 61 députés femmes contre 119 députés hommes, soit 33,9% de femmes sur les 180 députés du Cameroun.
Cette liste de femmes députés camerounaises recense, par législature, toutes les femmes qui ont été membres de l'Assemblée nationale, depuis les années 1960.

## Première Assemblée nationale (1960-1961) -République du Cameroun
Président : Louis Kemayou
| N° | Nom              | Métier        | Parti politique    | Circonscription électorale |
| -- | ---------------- | ------------- | ------------------ | -------------------------- |
| 1  | Julienne Keutcha | Puéricultrice | Union Camerounaise | Menoua (Ouest)             |

## Assemblée nationale fédérale (1961-1973) -République fédérale du Cameroun
Président : Marcel Marigoh Mboua entre 1961 et 1973,,.
| N° | Nom              | Fonction      | Parti politique    | Circonscription électorale |
| -- | ---------------- | ------------- | ------------------ | -------------------------- |
| 1  | Julienne Keutcha | Puéricultrice | Union Camerounaise | Menoua (Ouest)             |

## Irelégislature: 18 mai 1973 - 28 mai 1978[8]
Président : Salomon Tandeng Muna entre 1973 et 1988
| N° | Nom                   | Fonction                                                | Parti politique | Circonscription électorale |
| -- | --------------------- | ------------------------------------------------------- | --------------- | -------------------------- |
| 1  | Abdoualaye Fadimatou  | Fonctionnaire, commission des finances                  | UNC             | Nord                       |
| 2  | Burnley Gwendoline    | Administrateur civil principal, commission des finances | UNC             | Sud-Ouest                  |
| 3  | Chilla He'en Prudence | Institutrice, commission de l’éducation                 | UNC             | Nord-Ouest                 |
| 4  | Isabelle Ebanda       | Institutrice, commission de l’éducation                 | UNC             | Littoral                   |
| 5  | Brigitte Maye         | Enseignante, commission de l'éducation                  | UNC             | Littoral                   |
| 6  | Rosalie Motaze        | Fonctionnaire, commission des lois constitutionnelles   | UNC             | Centre-Sud                 |
| 7  | Tagny Jeannette       | Institutrice, commission de l’éducation                 | UNC             | Ouest                      |

## IIelégislature: 28 mai 1978 - 29 mai 1983
Président : Salomon Tandeng Muna entre 1973 et 1988
| Nom                   | Fonction                                                | Parti politique |
| --------------------- | ------------------------------------------------------- | --------------- |
| Abdoualaye Fadimatou  | Fonctionnaire, commission des finances                  | UNC             |
| Burnley Gwendoline    | Administrateur civil principal, commission des finances | UNC             |
| Isabelle Ebanda       | Institutrice, commission des finances                   | UNC             |
| Salomé Eyeffa         | Puéricultrice, commission des finances                  | UNC             |
| Brigitte Maye         | Enseignante, commission de l'éducation                  | UNC             |
| Lemlon Bridget Nsawir | Institutrice, commission des lois constitutionnelles    | UNC             |
| Cécile Maffo Mondji   | Agent de l’État, commission des lois constitutionnelles | UNC             |

## IIIelégislature: 29 mai 1983 - 24 avril 1988[9]
Président : Salomon Tandeng Muna entre 1973 et 1988
| Nom                                      | Fonction                                                                             | Parti politique |
| ---------------------------------------- | ------------------------------------------------------------------------------------ | --------------- |
| Abdoualaye Fadimatou                     | Fonctionnaire, commission des finances                                               | UNC             |
| Assiga Ahanda Marie-Thérèse née Atangana | Chimiste, Commission des Finances                                                    | UNC             |
| Bikoul Thérèse                           | Enseignante, Commission des Affaires Étrangères                                      | UNC             |
| Burnley Gwendoline                       | Administrateur civil principal, commission des finances                              | UNC             |
| Isabelle Ebanda                          | Institutrice, commission des lois constitutionnelles                                 | UNC             |
| Eben Francisca                           | Administrateur du travail, commission de l’éducation                                 | UNC             |
| Eyeffa Salomé                            | Puéricultrice, commission des finances                                               | UNC             |
| Fouda Anaba Géneviève                    | Sage femme, commission des finances                                                  | UNC             |
| Lemlon Bridget Nsawir                    | Institutrice, commission de la production                                            | UNC             |
| Cécile Maffo Mondji                      | Agent de l’État, commission de l'éducation                                           | UNC             |
| Mba'ale Emilienne                        | Institutrice Adjointe, commission des lois constitutionnelles                        | UNC             |
| Mbono Samba Madeleine née Azang          | Professeur des lycées                                                                | UNC             |
| Mua Josepha                              | Fonctionnaire, commission de l’éducation                                             | UNC             |
| Ngassa Lydie                             | Institutrice, commission des lois constitutionnelles                                 | UNC             |
| Nwanack Sara                             | Inspecteur d'enseignement primaire, institutrice adjointe, commission de l’éducation | UNC             |
| Pahane Julienne                          | Institutrice adjointe, commission des finances                                       | UNC             |
| Madeleine Tongtong                       | Commerçante, commission des affaires étrangères                                      |                 |

## IVelégislature: 24 avril 1988 - 1er mars 1992
Président : Lawrence Fonka Shang entre 1988 et 1992
| Nom                              | Fonction                                                               | Parti politique |
| -------------------------------- | ---------------------------------------------------------------------- | --------------- |
| Emilienne Marigoh                | Agricultrice, commission de la production                              | RDPC            |
| Emilienne Mba'ale                | Institutrice adjointe, commission des finances                         | RDPC            |
| Berthe Mbang Ngobo               | Assistante sociale, commission des affaires étrangères                 | RDPC            |
| Madeleine Mbono Samba, née Azang | Professeur des lycées, commission des finances                         | RDPC            |
| Marie Momo                       | Agent de l'état, commission de la production                           | RDPC            |
| Marceline Moukoko                | Assistante principale des affaires sociales, commission de l'éducation | RDPC            |
| Josepha Mua                      | Institutrice, commission des affaires étrangères                       | RDPC            |
| Marie-Christine Ndigui           | Secrétaire, commission de l'éducation                                  | RDPC            |
| Juliette Ndongo                  | Sage-femme, commission de la production                                | RDPC            |
| Rufine Otabela                   | Institutrice, commission des affaires étrangères                       | RDPC            |
| Francisca Sack                   | Infirmière et sage femme, commission de l'éducation                    | RDPC            |
| Esther Songo                     | Institutrice, commission des affaires étrangères                       | RDPC            |
| Madeleine Tchuinte               | Pharmacienne, commission de l'éducation                                | RDPC            |
| Madeleine Tong Tong              | Commerçante, commission des affaires étrangères                        | RDPC            |
| Colette Tsafack née Biele        | Commerçante, commission de l'éducation                                 | RDPC            |
| Manette Bokally née Tsoungui     | Ménagère, commission des lois constitutionnelles                       | RDPC            |
| Kande née Yaouba                 | Institutrice, commission des affaires étrangères                       | RDPC            |

## Velégislature: 1er mars 1992 - 17 mai 1997
Président : Cavaye Yeguié Djibril depuis 1992.
| Nom                             | Fonction                                               | Parti politique |
| ------------------------------- | ------------------------------------------------------ | --------------- |
| Marie-Paule Adji                | Couturière, commission des lois constitutionnelles     | UNDP            |
| Aïssatou Ladi Sassinvou         | Infirmière, commission de l'éducation                  | UNDP            |
| Emilienne Apouma                | Hôtelière, commission de la production                 | RDPC            |
| Cécile Mbomba Nkolo             | Médecin, commission des lois constitutionnelles        | RDPC            |
| Agnès Elouna                    | Infirmière, commission de la production                | RDPC            |
| Isabelle Fouda Tabi             | Professeur d'Enia, commission de l'éducation           | RDPC            |
| Helen Lawong                    | Ménagère, commission de l'éducation                    | RDPC            |
| Madeleine Samba Mbono née Azang | Professeur des lycées, commission de la production     | RDPC            |
| Louise Mbouh Mengue             | Opérateur économique, commission de l'éducation        | RDPC            |
| Delphine Medjo                  | Enseignante, commission des affaires étrangères        | RDPC            |
| Elisabeth Mokeba Namondo        | Femme d'affaires, commission de la production          | UNDP            |
| Joséphine Nguetti               | Commerçante, commission des affaires étrangères        | RDPC            |
| Antoinette Obouh Fegue          | Documentaliste, commission des lois constitutionnelles | RDPC            |
| Veronica Tamasang               | Infirmière, commission des résolutions                 | RDPC            |
| Madeleine Tchuinte              | Pharmacienne, commission de l'éducation                | RDPC            |
| Juliette Tonnang née Matemze    | Enseignante, commission des résolutions                | UNDP            |
| Jeannette Vacalopoulous         | Commerçante, commission des affaires étrangères        | RDPC            |
| Rose Zang Nguele                | Professeur des lycées, commission de l'éducation       | RDPC            |

## VIelégislature: 17 mai 1997 - 30 juin 2002
Président : Cavaye Yeguié Djibril depuis 1992.
| Nom                           | Fonction                                                       | Parti politique |
| ----------------------------- | -------------------------------------------------------------- | --------------- |
| Marie-Paule Adji              | Couturière, commission des lois constitutionnelles             | UNDP            |
| Florence Eugenie Bassa Botiba | Femme d'affaires                                               | RDPC            |
| Biwongo née Assombang Atu'u   | Professeur, commission des affaires étrangères                 | RDPC            |
| Françoise Foning              | Opérateur économique, commission de la production              | RDPC            |
| Yvette Claudine Kenmogne      | Cadre contractuelle, commission de l'éducation                 | RDPC            |
| Isabelle Manamourou Silikam   | Comptable, commission des finances                             | RDPC            |
| Salomé Ntsogo Beyeme          | Syndicaliste, commission de l'éducation                        | RDPC            |
| Marie Oyié Ndzié née Ntsama   | Administrateur principal du travail, commission de l'éducation | RDPC            |
| Génévieve Tjoues née Hanglog  | Enseignante, commission des finances                           | RDPC            |
| Victoria Tomedi Ndando        | Enseignante, commission de l'éducation                         | SDF             |

## VIIelégislature: 30 juin 2002 - 22 juillet 2007
Président : Cavaye Yeguié Djibril depuis 1992.
| Nom                               | Fonction                                                                           | Parti politique |
| --------------------------------- | ---------------------------------------------------------------------------------- | --------------- |
| Abunaw Rose Agbor                 | Opérateur économique, commission des lois constitutionnelles                       | RDPC            |
| Emilienne Ekoum                   | Agent des régies financières, commission de la production                          | RDPC            |
| Léonie Elingui née Kounanga       | Enseignante, commission de la défense                                              | RDPC            |
| Salomé Eyeffa                     | Puéricultrice, commission des lois constitutionnelles                              | RDPC            |
| Françoise Foning                  | Présidente directrice générale de sociétés, commission des lois constitutionnelles | RDPC            |
| Hannah Fotabe née Basua           | Directrice de la société Hollywood                                                 | RDPC            |
| Joséphine Kegne Epse Fotso        | Directrice de sociétés, commission des finances                                    | RDPC            |
| Jacqueline Man Epse Simbe         | Ménagère, commission des résolutions                                               | RDPC            |
| Brigitte Mebande Epse Abdoulbagui | Exploitante forestière, commission des affaires étrangères                         | RDPC            |
| Meboka Cathérine Eposi            | Secrétaire, commission des affaires culturelles                                    | RDPC            |
| Emilia Monjowa Lifaka             | Cadre contractuelle administrative, commission des finances                        | RDPC            |
| Ndo née Engolo Evina              | Secrétaire de direction, commission de l'éducation                                 | RDPC            |
| Anne Ngoula                       | Directrice de société, commission des affaires étrangères                          | RDPC            |
| Marie-Rose Nguini Effa            | Economiste, commission des affaires culturelles                                    | RDPC            |
| Nnanga née Essomba M.             | Chef d'entreprise, commission des affaires culturelles                             | RDPC            |
| Riratou Peyipahouo                | Couturière, commission de la production                                            | UDC             |
| Isabelle Manamourou Silikam       | Comptable, commission des affaires économiques                                     | RDPC            |
| Clémentine Tiako née Tankeu       | Présidente directrice générale de sociétés, commission des affaires culturelles    | RDPC            |

## VIIIelégislature: 22 juillet 2007 - 30 septembre 2013
Président : Cavaye Yeguié Djibril depuis 1992.
| Nom                                 | Fonction                                                                   | Parti politique |
| ----------------------------------- | -------------------------------------------------------------------------- | --------------- |
| Abunaw Rose Agbor                   | Educatrice, commission des lois constitutionnelles                         | RDPC            |
| Florence Eugenie Bassa Botiba       | Exploitante forestière, commission des affaires économiques                | RDPC            |
| Pauline Botouli née Biang           | Professeur des lycées, commission des résolutions                          | RDPC            |
| Lydienne Epoube née Eyoum           | Contractuelle d'administration, commission des affaires économiques        | RDPC            |
| Rachel Epouba Lyonga                | Enseignante                                                                | RDPC            |
| Halia Moussa Moufta                 | Opératrice économique, commission de la défense                            | RDPC            |
| Joséphine Kegne Maffon Epse Fotso   | Directrice de sociétés, commission des finances                            | RDPC            |
| Isabelle Manamourou Silikam         | Comptable, commission des affaires économiques                             | RDPC            |
| Brigitte Mebande Epse Abdoulbagui   | Exploitante forestière, commission des affaires étrangères                 | RDPC            |
| Odette Melaga                       | Ingénieur agronome, commission des affaires étrangères                     | RDPC            |
| Céline Mendoua                      | Secrétaire de direction                                                    | RDPC            |
| Odile Solange Moakeya               | Agent communale, commission de la défense                                  | RDPC            |
| Emilia Monjowa Lifaka               | Cadre contractuelle administrative, commission des lois constitutionnelles | RDPC            |
| Rosette Moutymbo Epse Ayayi         | Inspecteur principal des régies financières, commission des finances       | RDPC            |
| Mary Muyali Boya Epse Meboka        | Ingénieur, commission des affaires étrangères                              | RDPC            |
| Marie Suzanne N'nolo                | Pharmacienne                                                               | RDPC            |
| Pauline Ndoumou                     | commission de la production                                                | RDPC            |
| Ngala Esther Ntala                  | Professeur des lycées, commission des affaires culturelles                 | SDF             |
| Marie-Rose Nguini Effa              | Economiste, commission des affaires culturelles                            | RDPC            |
| Henriette Njindi Epse Elouna        | Assistante principale des affaires sociales, commission de l'éducation     | RDPC            |
| Riratou Peyipahouo                  | Secrétaire, commission de la production                                    | UDC             |
| Isabelle Manamourou Silikam         | Comptable, commission des lois constitutionnelles                          | RDPC            |
| Hermine Patricia Tomaïno Ndam Njoya | Consultante en sciences juridiques, commission des lois constitutionnelles | UDC             |
| Bleue Regine Tsoungui Epse Obama    | Conseillère en communication, commission de la production                  | RDPC            |
| Youssouf Adidja Alim                | Inspectrice des affaires sociales, commission de l'éducation               | RDPC            |
| Alice Zeussiye                      | Enseignante, commission des affaires culturelles                           | RDPC            |

## IXelégislature: 30 septembre 2013 - 9 février 2020
Président : Cavaye Yeguié Djibril depuis 1992.
Prévues en 2012, les élections législatives ont été reportées en 2013,. Les candidats élus ont été déclarés le 30 septembre 2013.
| Nom                                         | Fonction                                                                            | Parti politique |
| ------------------------------------------- | ----------------------------------------------------------------------------------- | --------------- |
| Marguerite Aline Abomo Fama                 | Commission de la défense nationale et de la sécurité                                | RDPC            |
| Marie-Rose Nguini Effa                      | Economiste, commission des affaires culturelles                                     | RDPC            |
| Adama Epse Djibrine                         | Commission des résolutions                                                          | RDPC            |
| Clarah Aleh Eyabi                           | Commission des affaires culturelles                                                 | RDPC            |
| Aminatou                                    | commission des affaires culturelles                                                 | RDPC            |
| Céline Atangana Aligui Epse Mendoua         | Secrétaire de direction, commission de la production                                | RDPC            |
| Pauline Bekono Ebah Epse Ndoumou            | Commission des affaires culturelles                                                 | RDPC            |
| Marie Isabelle Biloa Tsilla Zitha           | Commission des résolutions                                                          | RDPC            |
| Marguerite Hélène Ekoka Epse Dissake        | Commission des lois constitutionnelles                                              | RDPC            |
| Honorine Dope Epse Assognolebot             | Commission des affaires économiques                                                 | RDPC            |
| Thérèse Dzite Epse Ngassam                  | Commission de l'éducation                                                           | RDPC            |
| Elise Ndongo Moutome Epse Poukossy Ndoumbe  | Commission des affaires culturelles                                                 | RDPC            |
| Brigitte Emabot                             | Commission de l'éducation                                                           | RDPC            |
| Céline Marie Epondo Fouda                   | Commission des affaires étrangères                                                  | RDPC            |
| Gladys Etombi Bolevie                       | Commission des résolutions                                                          | RDPC            |
| Lydienne Eyoum Minono Epse Epoube           | Commission des affaires économiques                                                 | RDPC            |
| Fadimatou Sambo                             | Commission des affaires culturelles                                                 | RDPC            |
| Laure-Pauline Fotso                         | commission de la défense nationale et de la sécurité                                | RDPC            |
| Faustine Villaneau Chebou Kamdem Epse Fotso | Commission des lois constitutionnelles                                              | RDPC            |
| Halia Moussa Moufta                         | Opérateur économique, commission de la défense nationale et de la sécurité          | RDPC            |
| Joséphine Kegne Maffon Epse Fotso           | Chef d'entreprise, commission des finances et du budget                             | RDPC            |
| Laurentine Koa Mfegue                       | Commission des affaires étrangères                                                  | RDPC            |
| Solange Kwarmba                             | Commission des affaires culturelles                                                 | RDPC            |
| Odette Louise Madio Gnitedem Epse Melaga    | Commission des affaires étrangères                                                  | RDPC            |
| Madjele                                     | Commission des affaires étrangères                                                  | RDPC            |
| Rachel Maï                                  | Commission des résolutions                                                          | RDPC            |
| Jacqueline Christianne Man                  | commission de la défense nationale et de la sécurité                                | RDPC            |
| Isabelle Manamourou Silikam                 | Comptable, commission des lois constitutionnelles                                   | RDPC            |
| Mariam Goni                                 | Commission des lois constitutionnelles                                              | RDPC            |
| Marlyse Rose Douala Bell née Dimodi Tongo   | Commission de l'éducation                                                           | RDPC            |
| Mary Muyali Boya Epse Meboka                | Ingénieur, commission des affaires étrangères                                       | RDPC            |
| Cathérine Mbala Ngobo Epse Mfoula           | Commission de la production                                                         | RDPC            |
| Brigitte Mebande Epse Abdoulbagui           | Exploitante forestière, commission des affaires étrangères                          | RDPC            |
| Hélène Mekongo Epse Atangana                | Commission de la production                                                         | RDPC            |
| Emilia Monjowa Lifaka                       | Cadre contractuelle administrative, commission des lois constitutionnelles          | RDPC            |
| Rosette Moutymbo Epse Ayayi                 | Inspectrice principale des régies financières, commission des finances et du budget | RDPC            |
| Marie Suzanne N'nolo                        | Pharmacienne                                                                        | RDPC            |
| Nanga Epse Menana                           | Commission des affaires culturelles                                                 | RDPC            |
| Bernadette Ndengue Nya                      | Commission des lois constitutionnelles                                              | RDPC            |
| Ngala Esther Ntala                          | Professeur des lycées, commission des affaires culturelles                          | SDF             |
| Antoinette Ngbanbaye                        | Commission des affaires culturelles                                                 | RDPC            |
| Ngo Nyanga Epse Djon II                     | Commission des résolutions                                                          | UPC             |
| Martine Nlang Epse Ngbwa                    | Commission des affaires étrangères                                                  | RDPC            |
| Marie Thérèse Nnama Epse Essame             | Commission de l'éducation                                                           | RDPC            |
| Susane Ebah Nsosie Epse Okpu                | Commission des affaires économiques                                                 | RDPC            |
| Ntsama Belinga                              |                                                                                     | RDPC            |
| Julienne Nyassa Epse Bekolo Ebe             | Commission des affaires économiques                                                 | RDPC            |
| Oumoul Koultchoumi Epse Ahidjo Mohamadou    | Commission des finances et du budget                                                | UNDP            |
| Samba Mariama                               | Commission de l'éducation                                                           | UDC             |
| Hermine Patricia Tomaïno Ndam Njoya         | Consultante en sciences juridiques, commission des lois constitutionnelles          | UDC             |
| Esther Vedjou                               | Commission des lois constitutionnelles                                              | RDPC            |
| Honourine Wainachi Nengtoh                  | Commission de l'éducation                                                           | UDC             |
| Zoubainatou Salihou Epse Mohamadou Bassirou | Commission des affaires économiques                                                 | RDPC            |

## Xelégislature: 9 février 2020
Président : Cavaye Yeguié Djibril depuis 1992.
Le nombre de femmes à l'Assemblée nationale du Cameroun est passé de 57 en 2013 à 61 à l'issue du double scrutin législatif et municipal du 9 février 2020,. 
| Nom                                              | Fonction                                                                     | Parti politique |
| ------------------------------------------------ | ---------------------------------------------------------------------------- | --------------- |
| Marguerite Aline Abomo Fama                      | Commission de la défense nationale et de la sécurité                         | RDPC            |
| Salomé Ngaba Zogo                                | Commission de l'éducation, de la formation professionnelle et de la jeunesse | RDPC            |
| Tassi Evelyne Chantal Denise Epse Ayissi         |                                                                              | RDPC            |
| Marie Suzanne N'nolo                             | Commission des affaires étrangères                                           | RDPC            |
| Laurentine Mbede                                 |                                                                              | RDPC            |
| Nanga Marthe épouse Menana                       |                                                                              | RDPC            |
| Yebga Judith Sama Epse Mouokuio                  |                                                                              | RDPC            |
| Rolande Ngo Issi                                 |                                                                              | PCRN            |
| Mballa Ngobo Catherine épouse Mfoula             |                                                                              | RDPC            |
| Mekongo Helene épouse Atangana                   |                                                                              | RDPC            |
| Djabou Marie Solange                             |                                                                              | RDPC            |
| Nanga Mefant Berthe Epse Owono                   |                                                                              | RDPC            |
| Man Jacqueline Christiane                        |                                                                              | RDPC            |
| Ngbanbaye Antoinette                             |                                                                              | RDPC            |
| Damdam Marie                                     |                                                                              | RDPC            |
| Manamourou épouse Silikam                        |                                                                              | RDPC            |
| Magouo Salome                                    |                                                                              | RDPC            |
| Saraou Bernadette                                |                                                                              | RDPC            |
| Dague Aïcha Blanche Jacqueline                   |                                                                              | MDR             |
| Adama Epse Djibrine                              |                                                                              | RDPC            |
| Eyoum Minono épouse Epoube Lydienne              |                                                                              | RDPC            |
| Dissake Marguerite Epse Ekoka                    |                                                                              | RDPC            |
| Moutymboh Rosette Julienne Epse Ayayi            |                                                                              | RDPC            |
| Marinette Yetna                                  |                                                                              | RDPC            |
| Soppo Toute Marlyse                              |                                                                              | RDPC            |
| Elise Ndongo Moutome                             |                                                                              | RDPC            |
| Bithbini Rosaline                                |                                                                              | RDPC            |
| Ngah Estella Shala                               |                                                                              | RDPC            |
| Lukong Fostine                                   |                                                                              | RDPC            |
| Mbongyor Naomi Ngando                            |                                                                              | RDPC            |
| Injoh Fo’o Ngang Prudencia                       |                                                                              | RDPC            |
| Ghimbop Josephine                                |                                                                              | RDPC            |
| Nguenkam Epse Tchouaga Marie-Louise              |                                                                              | UMS             |
| Ngoko Mambe Marie Louise                         |                                                                              | RDPC            |
| Colette Sohaing                                  |                                                                              | RDPC            |
| Kenfack Sonna Ngueguim Anastasie                 |                                                                              | RDPC            |
| Emabot Brigitte                                  |                                                                              | RDPC            |
| Toukam Angele Tela                               |                                                                              | RDPC            |
| Tchagna Jaqueline Reve Angeline                  |                                                                              | RDPC            |
| Hermine Patricia Tomaïno Ndam Njoya              |                                                                              | UDC             |
| Mbouangouere Rainatou Epse Mongwat               |                                                                              | UDC             |
| Bekono Ebah Epse Ndoumou                         |                                                                              | RDPC            |
| Evina Ovambe Bernadette Epse Aboui               |                                                                              | RDPC            |
| Atangana Aligui Celine Catherine épouse Mendouga |                                                                              | RDPC            |
| Biloa Tsilla Nzitha Marie Isabelle               |                                                                              | RDPC            |
| Emilia Monjowa Lifaka                            |                                                                              | RDPC            |
| Cecilia Dione Epse Njumbe                        |                                                                              | RDPC            |
| Ebangha Epouse Agbor ntui Johanna                |                                                                              | RDPC            |
| Mary Muyali Boya épouse Meboka                   |                                                                              | RDPC            |
| Tombi Ikome Gladys                               |                                                                              | RDPC            |
| Wainachi Nentoh Honourine                        |                                                                              | SDF             |
| Fadimatou Sambo                                  |                                                                              | RDPC            |
| Douvaouissa Aissa Hamadi                         |                                                                              | RDPC            |
| Oumoul Koultchoumi épouse Ahidjo Mohamadou       |                                                                              | UNDP            |
| Nourane Fotsing Moluh Hassana                    |                                                                              | PCRN            |
| Solange Kwarmba                                  |                                                                              | RDPC            |
| Tombi Ikome Gladys                               |                                                                              | RDPC            |
| Aminatou Abbo                                    |                                                                              | RDPC            |
| Douvaouissa Aissa Hamadi                         |                                                                              | UNDP            |
|                                                  |                                                                              | RDPC            |